# 日本出版学会
日本出版学会（にほんしゅっぱんがっかい）は、1969年3月14日に設立された書籍や雑誌の出版に関する日本の学会。日本学術会議協力学術研究団体のひとつ。正会員数334人。賛助会員として出版社が多数参加する。東京都杉並区に本部を置く。英語名称 The Japan Society of Publishing Studies。
出版に関する研究を掲載する『出版研究』と『日本出版学会会報』を刊行している。「日本出版学会賞」を1979年から授与している。

## 設立
布川角左衛門・野間省一らが主導して1968年に設立趣意書を起草し、1969年3月14日に設立総会が開催された。

## 歴代会長
- 初代　野間省一（1969年3月～1974年3月）[9]
- 第2代　布川角左衛門（1974年4月～1980年3月）[9]
- 第3代　美作太郎[10] （1980年4月～1982年3月）[9]
- 第4代　清水英夫（1982年4月～1990年3月）[9]
- 第5代　箕輪成男（1990年4月～1994年3月）[9]
- 第6代　吉田公彦（1994年4月～1998年3月）[9]
- 第7代　林伸郎[11] （1998年4月～2000年3月）[9]
- 第8代　植田康夫 （2000年4月～2008年3月）[9]
- 第9代　川井良介[12] （2008年4月～2014年5月）
- 第10代　芝田正夫[13] （2014年5月～2016年4月）
- 第11代　植村八潮[14] （2016年5月～2020年4月）
- 第12代　塚本晴二朗[15] （2020年5月～2022年4月）
- 第13代　富川淳子[16] （2022年5月～2024年6月）
- 第14代　清水和彦 [17]（2024年6月〜）